# Wilfrid Fox Napier
Wilfrid Fox Napier, O.F.M., (8 de marzo de 1941, Swartberg, Sudáfrica) es un cardenal sudafricano de la Iglesia católica. Fue Arzobispo de Durban (Sudáfrica) desde 1992 hasta 2021. 

## Biografía
Nació en 1941. Al terminar sus estudios preuniversitarios se fue a Irlanda para ingresar, como novicio, en el noviciado que tenía la Orden de los Frailes Menores en Killarney. 

### Formación
Después de ingresar en la Orden Franciscana, obtuvo el título de grado en Filología inglesa en la Universidad. Entonces fue enviado a cursar estudios de Teología y Filosofía en Universidad Católica de Lovaina (Bélgica).

### Sacerdocio
Fue ordenado sacerdote el 25 de julio de 1970, habiendo obtenido ya el título de grado (denominado Baccalaureatus en las universidades eclesiásticas) en Sagrada Teología.  
Tras su ordenación sacerdotal, recibida por la imposición de manos del Obispo John Evangelist McBride, O.F.M., aprendió el idioma xhosa y trabajó en calidad de párroco en Lusikisiki y Tabankulu. 

### Episcopado
Fue nombrado obispo de la diócesis de Kokstad el 29 de noviembre de 1980 y su ordenación episcopal  se efectuó el 28 de febrero de 1981 por el Arzobispo Denis Eugene Hurley, O.M.I.  Durante este tiempo dirigió la Conferencia Episcopal de Sudáfrica. En 1992 lo nombró el Papa Juan Pablo II arzobispo de Durban. 

### Cardenalato
En el Consistorio del 21 de febrero de 2001, el Papa Juan Pablo II lo nombra cardenal y le otorga el título de Cardenal Presbítero de San Francisco de Asís en Acilia, perteneciendo desde entonces al Colegio cardenalicio.

### Cargos en la curia romana
- El 29 de julio de 2014 fue confirmado como miembro de la Congregación para la Evangelización de los Pueblos.[4]

- El 28 de mayo de 2019 fue confirmado como miembro de la Congregación para los Institutos de Vida Consagrada y las Sociedades de Vida Apostólica usque ad octogesimum annum.[5]

- El 14 de julio de 2020 fue nombrado miembro del Consejo de Asuntos Económicos de la Santa Sede usque ad octogesimum annum.[6]

## Posiciones

### XIV Asamblea General Ordinaria del sínodo de obispos
En octubre de 2015, se difundió una carta firmada por él y otros 12 cardenales en la que denunciaban la metodología empleada en el Sínodo convocado por el Papa Francisco. Los otros cardenales eran: Gerhard L. Müller (Alemania), Thomas C. Collins (Canadá), Timothy M. Dolan (EE. UU.), Willem J. Eijk (Países Bajos), Péter Erdõ (Hungría), Carlo Caffarra (Italia), George Pell (Australia), Mauro Piacenza (Italia), Robert Sarah (Guinea-Conakri), Jorge L. Urosa Savino (Venezuela), Angelo Scola (Italia) y  André Vingt-Trois (Francia). Más tarde, los cardenales Angelo Scola y André Vingt-Trois se desmarcaron de la carta diciendo que nunca la habían firmado.Lo mismo dijeron aun más tarde los cardenales Péter Erdõ y Mauro Piacenza, por lo que el número de los firmantes se redujo a nueve. Posteriormente se supo que hubo una confusión y que los otros cuatro firmantes fueron los cardenales Daniel N. DiNardo (EE. UU.), John Njue (Kenia), Norberto Rivera Carrera (México) y Elio Sgreccia (Italia).